# Campo polisportivo Alessandro La Marmora - Stadio Vittorio Pozzo
Il campo Alessandro La Marmora - stadio Vittorio Pozzo o stadio La Marmora-Pozzo è un impianto sportivo polifunzionale di Biella. Si trova in viale Macallè, nella zona meridionale della città.

## Storia
Inaugurato nel 1936, è da allora intitolato ad Alessandro La Marmora; dal giugno 2008, alla denominazione originaria è stata affiancata quella a Vittorio Pozzo.
La lunghezza della pista è di 400m e le dimensioni del manto erboso sono 105 x 68 m. La superficie della pista di atletica è stata realizzata in tartan, materiale all'avanguardia per impianti all'aperto di tale sport.
La società che gestisce l'impianto è l'Unione Giovane Biella, una delle storiche società sportive biellesi, che è affiliata alla Federazione Italiana di Atletica Leggera, comitato di Biella e Vercelli.

## Utilizzo
Nello stadio si allenano frequentemente gli atleti Elena Romagnolo, Valeria Roffino, Fatna Maraoui, Nadia Ejjafini e Andrea Pollifroni. Oltre alle gare di atletica leggera, ospita anche partite interne della squadra di calcio della Biellese e, in passato, della società rugbistica del Biella; sempre nella palla ovale, ha ospitato incontri del torneo Sei Nazioni Under-20.
Il 27 novembre 2004 l'impianto ospitò un incontro della nazionale di rugby a 15 dell'Italia, contro gli Stati Uniti e terminato con la vittoria degli Azzurri con il punteggio di 43 a 25.
Nella stagione 2021-2022 è stato il campo casalingo per le gare della squadra Primavera del Torino. Dal 2023 diventa il campo casalingo per le gare della squadra femminile della Juventus; per la sola stagione 2024-2025 ha ospitato anche le gare interne della seconda squadra maschile bianconera, la Juventus Next Gen.